# Episodi di Cattivik
Questa è la lista degli episodi di Cattivik, serie animata tratta dal celebre personaggio creato da Bonvi.
La serie è andata in onda su Italia 1 dal 1º dicembre 2008 alle 17:30 dal lunedì al venerdì e su Hiro dall'8 dicembre 2008 alle 20.15 e alle 21.15 dal lunedì al venerdì. Ogni episodio dura circa cinque minuti e, sia su Italia 1 che su Hiro, venivano trasmessi due episodi al giorno.
Tutti gli episodi sono andati in onda prima su Italia 1 e successivamente su Hiro.
| n° | Titolo                                 | Prima TV ITA           |
| -- | -------------------------------------- | ---------------------- |
| 1  | La porta                               | 1º dicembre 2008       |
| 2  | L'inviolabile                          | 1º dicembre 2008       |
| 3  | Grandi magazzini                       | 2 dicembre 2008        |
| 4  | Il robot                               | 2 dicembre 2008        |
| 5  | Il diamante nero                       | 3 dicembre 2008        |
| 6  | Cattivik non deve morire               | 3 dicembre 2008        |
| 7  | Il trasmutatore                        | 4 dicembre 2008        |
| 8  | Musica maestro                         | 4 dicembre 2008        |
| 9  | La sfiga                               | 5 dicembre 2008        |
| 10 | Il furto della Giuliva                 | 5 dicembre 2008        |
| 11 | La tonda                               | 9 dicembre 2008        |
| 12 | Supereroe per un giorno                | 9 dicembre 2008        |
| 13 | La bomba                               | 10 dicembre 2008       |
| 14 | Passi                                  | 10 dicembre 2008       |
| 15 | La banda del buco                      | 11 dicembre 2008       |
| 16 | La mummia                              | 11 dicembre 2008       |
| 17 | Metodo Punzendorf                      | 12 dicembre 2008       |
| 18 | La vecchia al volante                  | 12 dicembre 2008       |
| 19 | Il divino Mandracchio                  | 15 dicembre 2008       |
| 20 | Il sarchiapone                         | 15 dicembre 2008       |
| 21 | Il Roboladrone                         | 16 dicembre 2008       |
| 22 | Il coccodrillo                         | 16 dicembre 2008       |
| 23 | La banda del buco è tornata            | 17 dicembre 2008       |
| 24 | Giù la cresta                          | 17 dicembre 2008       |
| 25 | Allarme rosso                          | 18 dicembre 2008       |
| 26 | Furto al Ritz                          | 18 dicembre 2008       |
| 27 | La macchina perfetta                   | 19 dicembre 2008       |
| 28 | Guardie e ladri                        | 19 dicembre 2008       |
| 29 | Stranodore                             | 22 dicembre 2008       |
| 30 | L'astuto pennuto                       | 22 dicembre 2008       |
| 31 | Cercasi Fufi disperatamente            | 23 dicembre 2008       |
| 32 | Genio incompreso                       | 23 dicembre 2008       |
| 33 | I geniali Colpazz della banda del buco | 29 dicembre 2008       |
| 34 | Armi letali                            | 29 dicembre 2008       |
| 35 | Invasori e invasati                    | 30 dicembre 2008       |
| 36 | Hi-Tech                                | 30 dicembre 2008       |
| 37 | Scalogna e vecchi merletti             | 31 dicembre 2008       |
| 38 | Dietro l'angolo                        | 31 dicembre 2008       |
| 39 | Il supercaffè                          | 2 gennaio 2009         |
| 40 | L'uomo più ricco del mondo             | 2 gennaio 2009         |
| 41 | Gratta e perdi                         | 5 gennaio 2009         |
| 42 | Il troglodita                          | 5 gennaio 2009         |
| 43 | Luna park                              | 7 gennaio 2009         |
| 44 | La pianta golosa                       | 7 gennaio 2009         |
| 45 | Le formichine                          | 8 gennaio 2009         |
| 46 | Tre x due                              | 8 gennaio 2009         |
| 47 | Ricchi ma belli                        | 9 gennaio 2009         |
| 48 | L'apprendista                          | 9 gennaio 2009         |
| 49 | Dietro le quinte                       | 12 gennaio 2009 (Hiro) |
| 50 | Il genio del computer                  | 18 aprile 2009         |
| 51 | Quartieri alti                         | 19 aprile 2009         |
| 52 | Storia di un topo                      | 19 aprile 2009         |

## La porta
Cattivik cerca in tutti i modi di aprire una porta scorrevole
- Altri personaggi: Solitomino, padrone di casa che esce alla fine dell'episodio parlando con accento piemontese
- In questo episodio Cattivik utilizza vari metodi per aprire la porta che si ricollegano a celebri film: metodo Pulp Fiction, metodo Terminator, metodo Matrix, metodo Matrix Reloaded, metodo Apocalypse Now, metodo Independence Day, metodo Stranamore. Prova anche un cosiddetto metodo Desert Storm, in cui guida un Boeing B-52 Stratofortress e bombarda la città.

## Grandi magazzini
Cattivik cerca di entrare nei grandi magazzini, ma l'entrata gli è impedita dal guardiano.
Quando la struttura sta per essere demolita, Cattivik riesce però ad entrare.

## La tonda
Cattivik cerca di aprire una cassaforte tonda.

## Supereroe per un giorno
Cattivik, non avendo più vestiti neri, utilizza dei vestiti di supereroi di fumetti, ritrovandosi in situazioni piuttosto bizzarre.

## Passi
Cattivik cerca di martellare le persone al momento giusto sentendone solo i passi.
- Altri personaggi: Solitomino